# Hughes (Arkansas)
Hughes es una ciudad en el condado de St. Francis, Arkansas, Estados Unidos. Para el censo de 2000 la población era de 1.867 habitantes.

## Geografía
Hughes se localiza a 34°56′59″N 90°28′15″O / 34.94972, -90.47083. Según la Oficina del Censo de los Estados Unidos, la ciudad tiene un área de 5,7 km², de los cuales 5,6 km² corresponde a tierra y 0,1 km² a agua (0,92%).

## Demografía
Para el censo de 2000, había 1.867 personas, 682 hogares y 493 familias en la ciudad. La densidad de población era 327,5 hab/km². Había 762 viviendas para una densidad promedio de 136,8 por kilómetro cuadrado. De la población 29,41% eran blancos, 67,76% afroamericanos, 0,11% amerindios, 1,61% asiáticos, 0,11% isleños del Pacífico, 0,43% de otras razas y 0,59% de dos o más razas. 0,70% de la población eran hispanos o latinos de cualquier raza.
Se contaron 682 hogares, de los cuales 37,1% tenían niños menores de 18 años, 38,1% eran parejas casadas viviendo juntos, 29,5% tenían una mujer como cabeza del hogar sin marido presente y 27,6% eran hogares no familiares. 25,5% de los hogares eran un solo miembro y 10,7% tenían alguien mayor de 65 años viviendo solo. La cantidad de miembros promedio por hogar era de 2,74 y el tamaño promedio de familia era de 3,31.
En la ciudad la población está distribuida en 33,7% menores de 18 años, 9,1% entre 18 y 24, 25,5% entre 25 y 44, 19,4% entre 45 y 64 y 12,2% tenían 65 o más años. La edad media fue 31 años. Por cada 100 mujeres había 83,4 varones. Por cada 100 mujeres mayores de 18 años había 73,5 varones.
El ingreso medio para un hogar en la ciudad fue de $18.333 y el ingreso medio para una familia $22.976. Los hombres tuvieron un ingreso promedio de $25.417 contra $16.641 de las mujeres. El ingreso per cápita de la ciudad fue de $10.039. Cerca de 31,7% de las familias y 38,0% de la población estaban por debajo de la línea de pobreza, 53,3% de los cuales eran menores de 18 años y 31,5% mayores de 65.